# Майское (Чуйская область)
Майское (кирг. Май) — село в Сокулукском районе Чуйской области Кыргызстана. Входит в состав Джаны-Пахтинского айылного аймака.

## География
Село расположено в северной части области, на расстоянии приблизительно 26 километров (по прямой) к северу от села Сокулук, административного центра района. Абсолютная высота — 603 метра над уровнем моря.

## Население
Согласно оценочным данным Национального статистического комитета Кыргызской Республики, численность населения села на начало 2023 года составляла 917 человек.
| год     | 2009 | 2014 | 2015 | 2020 | 2021 | 2023 |
| ------- | ---- | ---- | ---- | ---- | ---- | ---- |
| человек | 215  | 228  | 247  | 264  | 269  | 917  |